# Luciana Echeverría
Luciana Andrea Echeverría Christie (Região de Maule, 12 de julho de 1991) é uma atriz, modelo, cantora e apresentadora chilena. Começou diante das câmeras participando de publicidades e estreou na televisão aos 15 anos na série da TVN, Karkú em 2006. Em 2009, protagonizou a novela Corazón rebelde, onde também fez parte do grupo musical CRZ. Começou a modelar aos 11 anos, aparecendo em marcas bem conhecidas no Chile.

## Biografia
Nascida no dia 12 de julho de 1991, em Cauquenes, Região de Maule, viveu parte de sua infância no sul do Chile, antes de mudar com sua família para Santiago. Filha de Claudia Christie e Pedro Echeverria, é a caçula de quatro irmãos. Desde a infância, já mostrava interesse pela arte, enfatizando seu gosto pelo teatro. Sua carreira artística começou quando ela entrou na oficina de teatro em sua escola Liceo Amanda Labarca de Vitacura, sendo premiada por inter escolar de santiago como melhor atriz, formou uma longa trajetória com destaque para produções de cinema como Video Club de Pablo Illanes, Los soles Bagabundos de Tito gonzales e o grande poeta de Dylan Valdez, nas telenovelas possui uma arte notável pela sua interpretação em La Poseída e mais recente na série Por Fin Solos da TVN.

## Carreira
Luciana começou sua carreira de modelo aos 12 anos, desfilando em várias marcas famosas, Luciana começou sua carreira na TV, na série Karkú, aonde vive segunda personagem principal (feminino). Em 2009 participou da telenovela Corazón Rebelde, versão chilena da telenovela adolescente Rebelde Way, na trama ela interpretou Coté Colucci que equivale a Mia Colucci, uma das 4 protagonistas principais da trama. Em 2010, ela vive Bianca, uma adolescente lunática, na série Futuro. e ainda em 2010, protagonizara outra novela adolescente nominada Surf. fez uma participação na telenovela Feroz vivendo Danae. no segundo semestre de 2010, viveu a filha do presidente que protagoniza a história na telenovela Primera Dama.

## Filmografia
| Ano  | Título          | Papel           |
| ---- | --------------- | --------------- |
| 2012 | Joven y alocada | Garota Quente   |
| 2013 | Videoclub       | Daniela Estévez |

| Ano       | Título               | Papel                     | Canal    |
| --------- | -------------------- | ------------------------- | -------- |
| 2009      | Corazón rebelde      | María José "Cote" Colucci | Canal 13 |
| 2010      | Feroz                | Danae Suicx               | Canal 13 |
| 2010-2011 | Primera Dama         | Cristina Santander        | Canal 13 |
| 2011      | Témpano              | Teresa Truman             | TVN      |
| 2011-2012 | Su nombre es Joaquín | Magdalena Silva           | TVN      |
| 2014      | Chipe libre          | Diana Lagos               | Canal 13 |
| 2015      | La Poseída           | Carmen Marín              | TVN      |

| Ano       | Título        | Papel                     | Canal      |
| --------- | ------------- | ------------------------- | ---------- |
| 2007-2010 | Karkú         | Valentina "Vale" Urquieta | TVN        |
| 2016      | Por Fin Solos | Natalia "Nata" Sierra     | TVN        |
| 2016      | Chico Reality | Luz Aguilera              | Megavisión |

| Ano  | Título           | Artista                    | Diretor          |
| ---- | ---------------- | -------------------------- | ---------------- |
| 2013 | Emperatriz       | Primavera de Praga (banda) | Bárbara Saavedra |
| 2015 | Quizás con quién | Los Tres                   | Boris Quercia    |
| 2016 | Nunca me faltes  | Gonzalo Yáñez              | Matías Cruz      |

## Prêmios & Indicações
| Ano  | Prêmio         | Categoria    | Trabalho   | Resultado |
| ---- | -------------- | ------------ | ---------- | --------- |
| 2015 | Copihue de Oro | Melhor atriz | La Poseída | Indicado  |